# Otter Creek Township (Jackson County, Iowa)
Die Otter Creek Township ist eine von 18 Townships im Jackson County im Osten des US-amerikanischen Bundesstaates Iowa. Das U.S. Census Bureau hat bei der Volkszählung 2020 eine Einwohnerzahl von 660 ermittelt.

## Geografie
Die Otter Creek Township liegt im Osten von Iowa rund 20 km westlich des Mississippi, der die Grenze zu Illinois bildet. Die Grenze zu Wisconsin befindet sich rund 35 km nördlich.
Die Otter Creek Township liegt auf 42°14′24″ nördlicher Breite und 90°43′42″ westlicher Länge und erstreckt sich über 93,3 km². Die Township wird in Nord-Süd-Richtung vom Otter Creek durchflossen, einem Nebenfluss des Maquoketa River, der in den Mississippi mündet. Im westlichen Zentrum der Township befindet sich die LaSoya Wildlife Management Area. Im Südwesten der Otter Creek Township und in der angrenzenden Butler Township liegt der Leisure Lake.
Die Otter Creek Township liegt im mittleren Nordwesten des Jackson County und grenzt im Norden an das Dubuque County. Innerhalb des Jackson County grenzt die Otter Creek Township im Nordosten an die Prairie Springs Township, im Osten an die Richland Township, im Südosten an die Perry Township, im Süden an die Farmers Creek Township, im Südwesten an die Brandon Township und im Westen an die Butler Township.

## Verkehr
Durch die Otter Creek Township verläuft in Nord-Süd-Richtung der U.S. Highway 61. Alle weiteren Straßen sind entweder County Roads oder weiter untergeordnete und zum Teil unbefestigte Fahrwege.
Der nächstgelegene Flughafen ist der rund 15 km nördlich der Township gelegene Dubuque Regional Airport.

## Bevölkerung
Bei der Volkszählung im Jahr 2010 hatte die Township 664 Einwohner. Neben Streubesiedlung existieren in der Otter Creek Township folgende Siedlungen:
City
- Zwingle1

Unincorporated Communities
- Otter Creek
- Leisure Lake

1 – teilweise im Dubuque County

2 – teilweise in der Butler Township